# دامیان ماری
دامیان ماری (انگلیسی: Damien Marie؛ زادهٔ ۱۹ ژوئن ۱۹۹۴) بازیکن فوتبال است.